# Jaroslav Šulc (spisovatel)
Jaroslav Šulc (22. září 1903 Mělník – 22. července 1977 Ostrava-Poruba) byl český spisovatel.
Vystudoval Raisův státní učitelský ústav v Jičíně. Pracoval jako odborný učitel v oblasti Beskyd, na Opavsku (Jaktař) a Ostravsku (Přívoz, Poruba). Spolupracoval s ostravským rozhlasem, během okupace působil v Praze. Je autorem básní, prózy i literatury pro děti, jeho dílo má vztah ke kraji a regionálním umělcům. Užíval i pseudonymy Jindřich Hahn, Jan Klen a J. Šulcová.
Jako první přišel roku 1948 s myšlenkou realizovat festival Bezručova Opava.

## Dílo
Jako básník debutoval sbírkou Dva hlasy. Z jeho sbírky básní pro mládež Od Pradědu k Lysé hoře (1936) pět básní zhudebnil skladatel Arnošt Rychlý. Báseň „Dívka v lese“ ze sbírky Cesta (1930) je součástí antologie Zapadlo slunce za dnem, který nebyl, uspořádané Ivanem Wernischem.
Román z roku 1937 Příběh poštmistra Dluhoše o konfliktním nerovném manželství Čecha a Němky se odehrává na národnostním pomezí v okolí Krnova. Roku 1940 vydal román Chata v horách, roku 1943 životopisný román Marnotratný syn o básníku Václavu Šolcovi, roku 1945 životopisnou prózu určenou dětem Dům pod horami: vypravování o šťastném dětství o básníku Josefu Kalusovi, situovanou do údolí u Čeladné, a roku 1948 vzpomínkovou publikaci Přátelství Petra Bezruče s Valašským slavíkem.
Jeho literární fond je uchováván v Památníku Petra Bezruče v Opavě.